# 松平直之 (糸魚川藩主)
松平 直之（まつだいら なおゆき）は、江戸時代中期の大名。越後国糸魚川藩の初代藩主。官位は従五位下・近江守。

## 生涯
天和2年（1682年）4月26日、出雲国広瀬藩主・松平近時の三男として誕生した。宝永元年（1704年）に福井松平家分家の松平直知が嗣子無くして早世したため、その妹（養女）である亀姫の婿養子となって家督を継いだ。
宝永2年（1705年）1月に第5代将軍・徳川綱吉に拝謁し、3月に従五位下、信濃守に任じられた。宝永3年（1706年）には近江守となる。
享保元年（1716年）8月には竹橋御門番を勤め、享保2年（1717年）2月16日には先祖の功績などを評価されて、知行地のない1万俵支給から糸魚川藩主（石高1万石）となった。しかし享保3年（1718年）10月6日に死去した。享年37（満36歳没）。跡を養嗣子の直好が継いだ。

## 系譜
父母
- 松平近時（実父）
- 大竹氏 ー 側室（実母）
- 松平直知（養父）

正室
- 亀姫 ー 松平直知の養女、松平直堅の娘（正室）
- 内田正衆の娘（継室）

養子
- 松平直好 ー 旗本松平定員[1]の長男